# Antywitryna
Antywitryny (ang. gripe sites) – strony internetowe zawierające treści krytykujące działalność firm. Tworzą je zazwyczaj niezadowoleni klienci lub pracownicy.
Autorzy antywitryn chcą zwrócić uwagę na negatywne cechy określonych przedsiębiorstw na przykład na nieuprzejmą czy powolną obsługę, wadliwe produkty, wysokie ceny lub na działalność szkodzącą środowisku, znęcanie się nad zwierzętami w czasie testów, czy mobbing.
Antywitryny tworzą zarówno osoby prywatne jak i organizacje zajmujące się ochroną praw zwierząt, przeciwdziałaniu degradacji środowiska naturalnego czy obroną praw pracowników.
Adresy antywitryn budowane są zazwyczaj w podobny sposób: z nazwy (lub skrótu nazwy) firmy oraz obraźliwego słowa.